# Paul Cotte
Paul Cotte, né le 10 janvier 1825 à Salernes (Var) et mort le 2 janvier 1901 à Salernes, est un homme politique français.

## Biographie
Avocat, il milite dans les rangs républicains et s'exile après le coup d’État du 2 décembre 1851. Le 4 septembre 1870, il devient préfet du Var. Il est député du Var de 1872 à 1881, siégeant au groupe de l'Union républicaine. Il est l'un des 363 qui refusent la confiance au gouvernement de Broglie, le 16 mai 1877. Il est conseiller général du canton de Salernes de 1871 à 1878.